# 전략 (게임 이론)
전략(Strategy)은 게임 이론에서 게임 참여자가 얻는 결과가 나 뿐 아니라 상대의 선택에 따라 달라질 때 취하는 선택을 말한다.

## 순수전략
순수전략은 가능한 모든 상황에 대해 경기자가 취할 행동의 완전한 계획(complete contingent plan)을 말한다.:16 정보집합이 게임의 경기자가 의사결정을 내리는 곳을 의미하므로 경기자의 전략은 경기자의 각각의 정보집합에서 어떤 행동을 취할 것인지에 대한 완전한 계획을 의미하게 된다.

## 혼합전략
혼합전략은 가능한 순수전략의 조합 중에서 경기자가 무작위로 자신의 행동을 선택하는 전략을 말한다. 경기자는 자신이 선택할 수 있는 여러 조합을 일정한 확률에 따라 무작위로 선택하게 된다.

### 사례: 가위바위보
|          |      | 경기자 B | 경기자 B | 경기자 B |
| 가위     | 바위 | 보       |          |          |
| -------- | ---- | -------- | -------- | -------- |
| 경기자 A | 가위 | (0, 0)   | (-1, 1)  | (1, -1)  |
| 경기자 A | 바위 | (1, -1)  | (0, 0)   | (-1, 1)  |
| 경기자 A | 보   | (-1, 1)  | (1, -1)  | (0, 0)   |

혼합전략을 사용하는 게임의 대표적인 사례로 들 수 있는 것이 가위바위보이다. 각각의 경기자는 가위, 바위, 보 세 가지 전략을 구사할 수 있으며 경기자가 두 명이라고 가정하면 게임의 보수 행렬은 오른쪽 표와 같이 표현할 수 있다. 승자는 1점을 득점하고, 패자는 1점을 실점하며, 무승부면 모두 0점이다.
가위바위보 게임에서는 순수전략 내쉬 균형이 존재하지 않는다. 각각의 경기자는 자신이 선택할 수 있는 행동을 무작위로 구사하는 혼합전략을 이용해야 한다. 각각의 경기자는 상대방이 어떤 행동을 할 확률을 기반으로 자신이 선택할 확률을 결정하는데, 각 경기자는 가위, 바위, 보를 1/3만큼 배분한다.

### 혼합전략 내쉬 균형
혼합전략에서 경기자의 최적 반응은 상대방이 얻게 될 보수의 기대값을 무차별하게 만드는 확률을 선택하는 것이다. 상대방은 그가 얻게 될 보수의 기대값이 무차별하지 않다면, 상대방은 그의 보수 기대값이 가장 높은 행동만을 구사하는 순수전략을 사용하게 된다.
어떤 행동을 구사할 확률의 조합이 혼합균형에 있다면 경기자가 선택하는 행동으로부터 얻는 기대 보수는 무차별하게 된다.:96-97

## 같이 보기
- 내시 균형
- 진화적으로 안정한 전략